# ピート・サンドヴァル
ピート・サンドヴァル（Pete Sandoval、1969年5月21日 - ）は、エルサルバドル・サンタ・アナ生まれのアメリカ合衆国のヘヴィメタルミュージシャン（ドラマー）。セイビアンのシンバルとエヴァンズのドラム・ヘッドを使用している。

## 略歴
1986年にデスメタル/グラインドコアバンドのテロライザーの結成に参加。このバンドで、ドラマーとして著名となる。
1988年に、ウェイン・ハートセルの後任としてモービッド・エンジェルに加入。このピートのモービッド・エンジェル加入とギタリストのジェシー・ピンタードがナパーム・デスに加入したことが引き金となり、テロライザーは解散する。
ピートは、モービッド・エンジェル加入前にダブル・ベース・ドラムを使ったことがなかった。そのため、加入後にダブル・ベース・ドラムの練習を行う必要があった。更に、加入から2か月と経たない間に、モービッド・エンジェルは1stアルバム『Altars of Madness』をレコーディングしている。モービッド・エンジェルのギタリスト、トレイ・アザトースによると、バンドメンバーは時折、汗のプールの中で気絶しているサンドヴァルの傍を通ることがあったという。それから少しして起き上がると、サンドヴァルは間もなく、「仕事に戻る時間だ!」と言ったという。モービッド・エンジェルでダブル・ベース・ドラムをマスターした後、テロライザーが極短期間再結成し、1stアルバム『World Downfall』をレコーディングする。この際は、ダブル・ベース・ドラムを用いたドラミングを用いてレコーディングしている。
モービッド・エンジェルのボーカリスト、デイヴィッド・ヴィンセントによると、バンドはドラムマシンにプログラムされた音源を使用して、バンドの楽曲をサンドヴァルに聞かせるといういたずらを一度行ったことがあり、さらにそのドラミングはサンドヴァルよりも速くドラミングすることのできる実在するドラマーによって演奏された音源であると伝えたとのこと。これを聞いたサンドヴァルはショックを受け、この演奏よりも速くドラミングできるまで練習に注力するようになった。
2010年に椎間板ヘルニアを患ってしまう。これが原因で痛み無しにドラムを演奏することができなくなってしまう。そのため、ティム・イェングがモービッド・エンジェルのツアーとアルバムにセッションで参加するようになる。2011年にリリースされた8thアルバム『Illud Divinum Insanus』では、ティムがドラムを叩いている。
その後も、バンドから脱退はしていないながらライブに参加することはなかったが、2013年12月に公開されたデヴィッド・ヴィンセントへのインタビューで、モービッド・エンジェルから正式に脱退したことが判明する。脱退の理由は、ピートがキリスト教に目覚めた後、バンドと合わなくなっていったためだと述べている。

## ディスコグラフィ

### モービッド・エンジェル
- 1989年 Altars of Madness
- 1991年 Blessed Are the Sick
- 1993年 Covenan
- 1994年 Laibach Remixes (EP)
- 1995年 Domination
- 1996年 Entangled in Chaos （Live Album）
- 1998年 Formulas Fatal to the Flesh
- 2000年 Gateways to Annihilation
- 2003年 Heretic

### テロライザー
- 1987年 Demo '87 (Demo)
- 1987年 Nightmares (Demo)
- 1988年 Terrorizer / Nausea (Split)
- 1989年 World Downfall
- 2006年 Darker Days Ahead
- 2012年 Hordes of Zombies